# کارا لین جویس
کارا لین جویس (به انگلیسی: Kara Lynn Joyce) (زادهٔ ۲۵ اکتبر ۱۹۸۵) شناگر اهل ایالات متحده آمریکا است.